# Manut Muangmun
Manut Muangmun (thailändisch มนัส ม่วงมั่น, * 12. Mai 1997) ist ein thailändischer Fußballspieler.

## Karriere
Manut Muangmun erlernte das Fußballspielen u. a. in der Jugendmannschaft des Erstligisten Muangthong United. Bei dem Club aus Pak Kret, einem nördlichen Vorort der Hauptstadt Bangkok, unterschrieb er 2018 seinen ersten Vertrag. Die Saison 2018 wurde er an den Bangkok FC ausgeliehen. Der Hauptstadtclub spielte in der dritten Liga, der Thai League 3. Hier spielte man in der Upper-Region. Anfang 2020 wechselte er ebenfalls auf Leihbasis zum Udon Thani FC. Mit dem Verein aus Udon Thani spielte er 14-mal in der zweiten Liga. Nach der Ausleihe kehrte er zu Muangthong zurück. Hier wurde sein Vertrag jedoch nicht verlängert.